# الأناركية والعنف

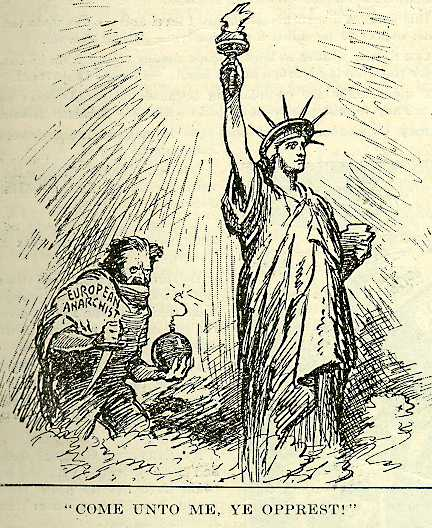

اللاسلطوية: الأفكار والقيم الأناركية بأغلبيتها العظمى تعارض استعمال العنف، لكن الأثنتين أصبحتا متصلتين للغاية بالأفكار الشعبية أو الشعبوية، خصوصا في مفهوم «دعاية العمل» الذي تبناه عدد من اللاسلطويين في نهاية القرن التاسع عشر؛ فانخرطوا في عدد من الحوادث العنيفة. والفكر اللاسلطوي هو فكر متنوع جدًا من ناحية مسألة العنف؛ فبعض اللاسلطويين عارضوا القسرية وبعضهم أيدوها خصوصًا في الثورة الاجتماعية للوصول للاسلطوية، وهي بمعظمها لها مدارس فكرية ترفض كل العنف (اللاسلطوية اللاعنف). العديد من اللاسلطويين يعتبرون الدولة كياناً قائماً على العنف سواء بشكل مباشر أو غير مباشر حيث تمنع الناس من الالتقاء حول حاجاتهم الأساسية، فيدعون إلى العنف للدفاع عن النفس. أول نشرة للاسلطوية في العالم كانت تحمل اسم الثورة السلمية وكانت تسترشد بأفكار تولستوي اللاعنفية، ومن أكثر الأفلام شهرة الفيلم الذي يشرح فكرة الأناركية والعنف "V for Vendetta".

## دعاية العمل
في أواخر القرن التاسع عشر بدأت الاتحادات النقابية اللاسلطوية تستخدم تكتيكات الإضراب العام، والتي كانت تُواجَه بالعنف. وبعض الإضرابات أنتجت المجازر بحق العمال المضربين من قبل الشركة، الجيش، وعصابات الدولة؛ وأيضا من عملاء أرباب العمل. مجموعة بينكرتون الأمنية كانت الأسوأ سمعة في الولايات المتحدة حيث كانت تعين العصابات وكانت مسؤولة عن قتل أعداد هائلة من النقابيين واللاسلطويين. في هذا المناخ بعض اللاسلطويين بدؤوا في اعتماد وممارسة الإرهاب والاغتيال، وأطلقوا على نشاطهم «دعاية العمل». الرئيس الأميركي ويليام ماكينلي أغتيل من قبل ليون سيزولغوز، جمهوري سابق، وقال أنه تأثر بالأعمال اللاسلطوية لإيما غولدمان وآخرين. أدينت نشاطات ليون من العديد من اللاسطويين ولكن الإعلام أعلن أنه لاسلطوي رغم عدم انتمائه لأي منظمة لاسلطوية. تحدثت غولدمان عنه ووصفت نشاطه بأنه نتيجة مجتمع قائم بالأساس على العنف، ودفاعها عن لين ووجه بنقد حاد من الصحافة اللاسلطوية.

## الرأي العام
ساهم الإعلام والصحافة في تصوير اللاسلطويين كإرهابيين عنيفين. هذا الرأي تأثر بأحداث «تظاهرة هاي ماركت»، حيث أتهم اللاسلطويين برمي قنبلة على الشرطة بسبب مشاركتهم في اجتماع عقد في شيكاغو.

## اللاسلطوية اللاعنفية
اللاسلطوية اللاعنفية هي شكل من اللاسلطوية التي ترفض بالكامل أي شكل للعنف لأي غرض. من نظرية ليو تولستوي والمهاتما غاندي حيث يعتبران أبرز رموزها إلى جانب هنري دافيد ثورو وبارت دي ليت. هنري دافيد كان أول من كتب تحت عنوان العصيان المدني فأثر في المقاومة السلمية لكل من ليو تولستوي والمهاتما غاندي، واللاسلطوية اللاعنفية تتفق في أجزاء كثيرة مع اللاسلطوية المسيحية، فأول حركة لاسلطوية سلمية واسعة كانت من قبل أنصار تولستوي في روسيا، التي كانت حركة فلاحية وقامت على الكومونات اللاسلطوية اللاسلمية التطوعية وعلى مبادئ مسيحية لاسلطوية تتبنى اللاعنف المطلق وترفض كل السلطات القسرية. بارت دي ليت كتب «الخضوع للعنف»، وأفكار غاندي كانت شهيرة في هذا العمل وعمل ريتشارد «قوة اللاعنف». كحركة عالمية اللاسلطوية اللاعنفية ظهرت بقوة بعد الحرب العالمية الثانية خصوصا في حملات نزع السلاح النووي.

## النظرية اللاسلطوية
هناك العديد من وجهات النظر في اللاسلطوية عن العنف. تقاليد تولستوي على المقاومة اللاعنفية موجودة بين عدد من اللاسلطويين. لاسلطويين آخرين يؤمنون بالعنف خصوصا الدفاعي كوسيلة للتصدي يمكن أن تقود للثورة الاجتماعية. اريكو مالاتيستا الشيوعي اللاسلطوي قال إنه من الضروري التدمير عبر العنف، بما أنه لايوجد وسيلة أخرى، العنف الذي ينكر (وسائل الحياة والتطور) للطبقة العاملة. اللاسلطويين الذين يحملون هذه الفكرة يؤيدون العنف كضرورة للتخلص من عالم الاستغلال وخصوصا الدولة. إيما غولدمان قالت أن كل الحكومات تقوم على العنف، وهذا سبب من أجل معاداتها. غولدمان في بداية نشاطها لم ترفض نشاطات عنفية كالاغتيال، ولكنها غيرت رأيها عندما ذهبت لروسيا ورأت عنف الدولة الروسية والجيش الأحمر. ومنذ ذلك الوقت أدانت استخدام الإرهاب خصوصا من قبل الدولة، وقالت بأن العنف هو وسيلة للدفاع عن النفس. وجهات نظر إيما غولدمان كانت متحفظة مع جوهان موست وأنصار دعاية العمل الآخرين.